# Podul rutier Galați–Giurgiulești
Podul rutier Galați–Giurgiulești este un pod rutier peste Prut și un punct de trecere a frontierei între Moldova și România. Acesta face legătura între localitățile Galați din județul Galați, România și Giurgiulești din raionul Cahul din Republica Moldova și conectează DN2B din România cu șoseaua M3 din Republica Moldova.

## Istoric
Înainte de Al Doilea Război Mondial, 27 de poduri au legat malurile Prutului între teritorile care astăzi aparțin Republicii Moldova și României.
Actualul pod a fost edificat în anul 1949, ultima reabilitare a acestuia având loc în anul 2021.

## Rol
Lucrarea de artă este amplasată la frontiera dintre România și Republica Moldova, între localitățile Galați, România și Giurgiulești din raionul Cahul al Republicii Moldova și conectează șoseaua M3 din Republica Moldova cu DN2B din România.
În contextul invaziei Rusiei în Ucraina din 2022 trecerea feroviară, care, face legătura dintre România, Republica Moldova și Ucraina a căpătat importanță strategică, Giurgiuleștiul fiind un punct de tranzit pentru combustibilul necesar Ucrainei și Republicii Moldova și pentru cerealele ucrainene. Aici se află, de asemenea și singurul port funcțional al Republicii Moldova, acesta fiind capabil să opereze atât nave fluviale cât și nave maritime.

## Caracteristici
Podul are o lungime de 125 m și deservește circulația rutieră prin două benzi.

## Vezi si
- Relațiile dintre Republica Moldova și România]]
- Lista punctelor de trecere a frontierei din România
- Zona de Operații Est (România)